# Akebi Ike
Akebi Ike (japanisch あけび池 ‚Akebiensee‘) ist ein kleiner See an der Prinz-Harald-Küste des ostantarktischen Königin-Maud-Lands. Er liegt im nordwestlichen Teil der Langhovde.
Vermessungen und Luftaufnahmen nahmen Teilnehmer einer von 1957 bis 1962 durchgeführten japanischen Antarktisexpedition vor. Japanische Wissenschaftler benannten ihn 1972 deskriptiv nach der Ähnlichkeit seiner Form mit der Frucht einer Akebie.